# Cosimo Rennella
Cosimo Renella Barbatto (Nápoly, 1890. február 15. – Quito, Ecuador, 1937. május 3.) egy ecuadori származású olasz vadászpilóta volt. Szolgálati ideje alatt 7 igazolt, és 1 igazolatlan légi győzelmet szerzett, ezenkívül pedig kitüntették az olasz Katonai Vitézségi Éremmel is. Az első világháborút megelőző (és az azt követő) években családjával együtt visszaköltözött hazájába, és több évet töltött itt.

## Élete

### Fiatalkora
Cosimo Renella Barbatto 1890-ben született az olaszországi Nápoly városában. Kétéves korában a család visszaköltözött (egyes források szerint emigrált) Ecuadorba, Renella pedig hamarosan kapcsolatba került egy pilótával. Sikerült vele megbeszélnie, hogy repülési órákat vehessen, így néhány hónapon belül megtanult repülőt vezetni.

### Első világháborús szolgálata
Rennella az első világháború kitörése után hamarosan visszatért Olaszországba, ahol tapasztalt pilóta múltja miatt azonnal a vadászpilótákhoz osztották. Több repülőszázadban is huzamosabb ideig szolgált, de győzelmeket csakis a Squadriglia 78 (78. repülő osztag) pilótájaként szerzett. Ebbe a repülőszázadba 1917. szeptember 24-én osztották be, és egészen 1918. augusztus 31-ig szolgált itt. Ebben a repülőszázadban szerezte kivétel nélkül minden légi győzelmét. Első ellenfelét 1917 szeptemberében lőtte le, majd két hónappal később november 21-én még egy osztrák-magyar felderítő gép vált áldozatává. 1918. január 14-én lelőtt egy repülőt, majd másnap még egyet. Győzelmeinek száma szépen növekedett és már csak egy hiányzott az ászpilótává váláshoz (a pilóták 5 ellenséges repülőgép földre kényszerítése után válnak ászpilótává). Erre végül május 17-én került sor, előtte azonban még Antonio Riva kapitány segítségével egy igazolatlan győzelmet szerzett, május 1-jén.  Május hónap végén lelőtt egy Albatros D.III-ast, majd utolsót augusztus 31-én.

### Légi győzelmei
| Sorszám     | Dátum                | Ellenfél       | Egység |
| ----------- | -------------------- | -------------- | ------ |
| 1           | 1917. szeptember 24. | Felderítő      | 78ª    |
| 2           | 1917. november 21.   | Felderítő      | 78ª    |
| 3           | 1918. január 14.     | Ismeretlen     | 78ª    |
| 4           | 1918. január 15.     | Ismeretlen     | 78ª    |
| Igazolatlan | 1918. május 1.       | Ismeretlen     | 78ª    |
| 5           | 1918. május 17.      | Two - Seater   | 78ª    |
| 6           | 1918. május 30.      | Albatros D.III | 78ª    |
| 7           | 1918. augusztus 31.  | Ismeretlen     | 78ª    |

### További élete
A háború után visszatért Közép-Amerikába, és részt vett az ecuadori, és a venezuelai légierő fejlesztésében, és katonai repülőgép tervezésben. 1937. május 3-án hunyt el, 47 éves korában. Rennellát több amerikai országban is nagy kultusz övezi.

## Fordítás
- Ez a szócikk részben vagy egészben  a   Cosimo Rennella című angol Wikipédia-szócikk fordításán alapul.  Az eredeti cikk szerkesztőit annak laptörténete sorolja fel. Ez a jelzés csupán a megfogalmazás eredetét és a szerzői jogokat jelzi, nem szolgál a cikkben szereplő információk forrásmegjelöléseként.
- Ez a szócikk részben vagy egészben  a   Cosme Renella Barbatto című spanyol Wikipédia-szócikk fordításán alapul.  Az eredeti cikk szerkesztőit annak laptörténete sorolja fel. Ez a jelzés csupán a megfogalmazás eredetét és a szerzői jogokat jelzi, nem szolgál a cikkben szereplő információk forrásmegjelöléseként.